# Borysfen-2 Boryspol
Borysfen-2 Boryspol (ukr. Футбольний клуб «Борисфен-2» Бориспіль, Futbolnyj Kłub "Borysfen-2" Boryspil) – ukraiński klub piłkarski z siedzibą w Boryspolu w obwodzie kijowskim. Jest drugim zespołem klubu Borysfen Boryspol. Status profesjonalny otrzymał w roku 2001.
Zgodnie regulaminu klub nie może awansować do ligi, w której już gra I zespół klubu, oraz nie może występować w rozgrywkach Pucharu Ukrainy.
W latach 2001—2004 występował w rozgrywkach ukraińskiej Drugiej Lihi.
Do roku 2005 występował jako klub rezerw Borysfen Boryspol.

## Historia
Chronologia nazw:
- 2001—2004: Borysfen-2 Boryspol (ukr. «Борисфен-2» Бориспіль)
- 2004—2005: Borysfen U-21 Boryspol (ukr. «Борисфен-д» Бориспіль)

W 2001 roku zgłosił się do rozgrywek w Drugiej Lidze i otrzymał status profesjonalny.
Od sezonu 2001/02 klub występował w Drugiej Lidze.
Po sezonie 2003/04 Borysfen-2 Boryspol zrezygnował z występów, kiedy wprowadzono turniej spośród drużyn rezerwowych. Drugi zespół występował do 2005 roku jako klub rezerw Borysfenu Boryspol.

## Sukcesy
- 14. miejsce w Drugiej Lidze:

2002/03